# Володимир Великий (срібна монета)
«Володи́мир Вели́кий» — срібна пам'ятна монета номіналом 10 гривень, яку випустив Національний банк України. Присвячена великому князю київському, державному діячу Володимиру Святославовичу Великому за часів правління якого завершилося формування давньоруської держави і введено християнство як державну релігію.
Монету ввели в обіг 25 вересня 2000 року. Вона належить до серії «Княжа Україна».

## Опис монети та характеристики
| Номінал грн. | Метал            | Маса, г      | Діаметр, мм | Якість виготовлення | Гурт     | Тираж, штук |
| ------------ | ---------------- | ------------ | ----------- | ------------------- | -------- | ----------- |
| 10           | срібло 925 проби | 31,1 / 33,62 | 38,61       | пруф                | рифлений | 5 000       |

### Аверс
На аверсі монети в обрамленні давньоруського орнаменту зобразили малий Державний герб України та стилізований напис: «2000», «УКРАЇНА», «10», «ГРИВЕНЬ», а також проба — «925», вага — «31,1» та логотип Монетного двору Національного банку України.

### Реверс

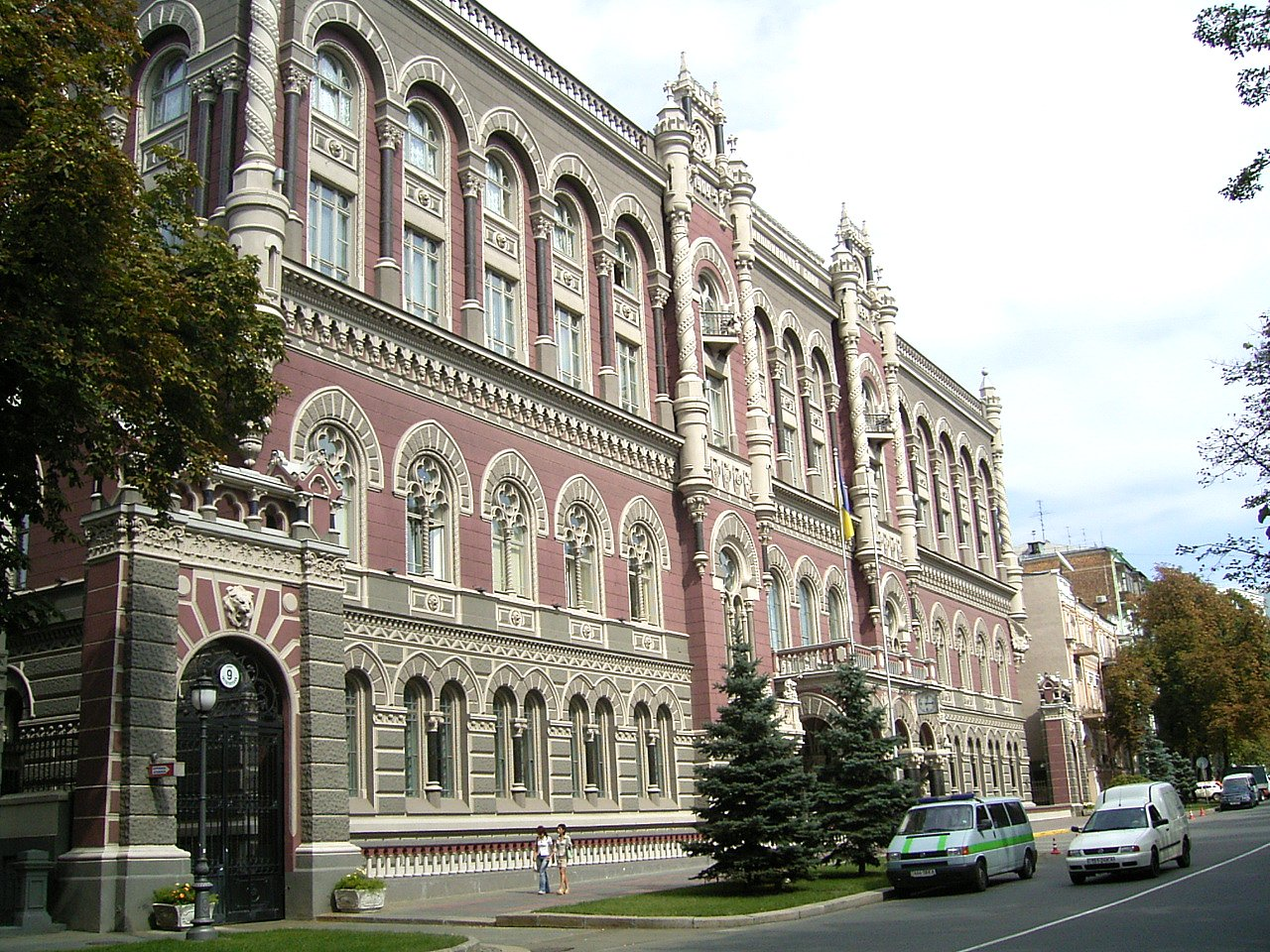
Будівля Національного банку України

На реверсі монети на передньому плані розмістили зображення Князя Володимира на тлі літописного зображення сцени хрещення самого князя та стилізовані написи: «978», «ВОЛОДИМИР» (угорі), «КНЯЖА УКРАЇНА» (унизу).

## Автори
- Художники: Козаченко Віталій, Таран Володимир, Харук Олександр, Харук Сергій.
- Скульптор — Дем'яненко Володимир.

## Вартість монети
Ціну монети — 575 гривень зазначили на сайті Національного банку України в 2012 році.
Фактична приблизна вартість монети, з роками змінювалася так:
| Рік        | 2010  | 2011  | 2012  | 2013  | 2014  | 2015  | 2016  | 2017  | 2018  | 2019  | 2020  | 2021  | 2022  | 2023  | 2024   | 2025   |
| ---------- | ----- | ----- | ----- | ----- | ----- | ----- | ----- | ----- | ----- | ----- | ----- | ----- | ----- | ----- | ------ | ------ |
| Ціна, грн. | 3 500 | 3 500 | 3 500 | 3 500 | 2 600 | 3 000 | 4 900 | 5 500 | 4 800 | 4 000 | 4 500 | 4 500 | 4 500 | 7 800 | 13 000 | 13 000 |